# Governo Cerar
Il Governo Cerar è il dodicesimo governo della Repubblica Slovena, insediatosi il 18 settembre 2014 a seguito delle elezioni parlamentari del 13 luglio.

## Composizione
Partito del Centro Moderno (SMC)
     Socialdemocratici (SD)
     Partito Democratico dei Pensionati della Slovenia (DeSUS)
| Carica o ministero                       | Titolare | Titolare | Titolare               | Partito |
| ---------------------------------------- | -------- | -------- | ---------------------- | ------- |
| Primo ministro                           |          |          | Miro Cerar             | SMC     |
| Finanze                                  |          |          | Dušan Mramor           | SMC     |
| Interno                                  |          |          | Vesna Györkös Žnidar   | SMC     |
| Esteri                                   |          |          | Karl Erjavec           | DeSUS   |
| Giustizia                                |          |          | Goran Klemenčič        | SMC     |
| Lavoro, famiglia, affari sociali         |          |          | Anja Kopač Mrak        | SD      |
| Sviluppo economico e tecnologia          |          |          | Zdravko Počivalšek     | SMC     |
| Agricoltura, foreste e alimentazione     |          |          | Dejan Židan            | SD      |
| Infrastrutture                           |          |          | Peter Gašperšič        | SMC     |
| Istruzione, scienze e sport              |          |          | Maja Makovec Brenčič   | SMC     |
| Cultura                                  |          |          | Julijana Bizjak Mlakar | DeSUS   |
| Pubblica amministrazione                 |          |          | Boris Koprivnikar      | SMC     |
| Ambiente                                 |          |          | Irena Majcen           | DeSUS   |
| Sanità                                   |          |          | Milojka Kolar          | SMC     |
| Difesa                                   |          |          | Andreja Katič          | SD      |
| Sloveni all'estero                       |          |          | Gorazd Žmavc           | DeSUS   |
| Sviluppo, progetti strategici e coesione |          |          | Alenka Smerkolj        | SMC     |